# Loris Baz
Loris Baz (Sallanches, 1º febbraio 1993) è un pilota motociclistico francese.
Vincitore del campionato europeo Superstock 600 nel 2008.

## Carriera

### Gli inizi: campionati nazionali e categorie Stock
Debutta nelle corse nel 2003 nel campionato catalano. Dopo aver corso in Spagna fino al 2006, nel 2007 comincia a correre su moto da 600 cm³ e nel 2008 diventa il più giovane pilota della storia a vincere il campionato europeo Superstock 600, su una Yamaha YZF-R6 del team YZF Yamaha Junior. Nel 2009 disputa le ultime tre gare del campionato italiano Stock 1000 classificandosi al quattordicesimo posto. Nella Superstock 1000 FIM Cup gareggia nel 2009 e nel 2010, chiudendo entrambe le stagioni in 8ª posizione, fa inoltre due apparizioni come pilota sostitutivo nel 2011, sempre in quest'ultimo anno finisce al secondo posto assoluto (primo tra i piloti under-20) il campionato europeo Superstock 1000 e partecipa anche a sette prove del British Superbike Championship dove chiude quattordicesimo.

### 2012-2014: i primi successi iridati con Kawasaki
Nel 2012 inizia la stagione come pilota titolare tornando a correre in Superstock 1000 FIM Cup con una Kawasaki ZX-10R del team MRS, per poi essere chiamato a partire dal GP di Donington dal team Kawasaki Racing nel campionato mondiale Superbike, in sostituzione dell'infortunato Joan Lascorz. Nel GP di Silverstone, ottiene la prima vittoria nel mondiale superbike in gara 1 e un secondo posto in gara 2.
Il 2013 si apre con la conquista del Bol d'Or in sella alla Kawasaki, lo stesso anno, sempre con la moto giapponese, partecipa al campionato mondiale Superbike, stavolta come pilota titolare sin dalla prima gara in Australia. Durante la stagione riesce a portare a casa degli ottimi piazzamenti tra cui un terzo posto ad Assen, e la vittoria nella gara 2 di Silverstone in condizioni di asfalto umido. Sarà costretto a finire la stagione in anticipo per un brutto infortunio rimediato nel gran premio di Germania. A fine stagione termina con un 8º posto in classifica generale.
La stagione 2014 lo vede per il terzo anno consecutivo sempre in sella alla Kawasaki ZX-10R, campione del mondo l'anno precedente con Tom Sykes. Nella prima prova di Phillip Island, conclude gara 2 al secondo posto conquistando così il primo podio stagionale, risultato che ripeterà anche nella prova successiva in Spagna sia in gara 1 che in gara 2. In Olanda conquista la sua prima Superpole in carriera nel mondiale Superbike, fermando il cronometro a 1'34.357 con quasi mezzo secondo di vantaggio su Sylvain Guintoli. In gara non riuscirà a ripetere il risultato concludendo 4º in gara 1 e 7º in gara 2. Ottiene una seconda Superpole sul circuito spagnolo di Jerez de la Frontera, anche in questo caso i risultati in gara non furono all'altezza delle aspettative. Il pilota francese riesce a finire la sua prima stagione completa nel mondiale Superbike al quinto posto in campionato con 311 punti.

### Il passaggio in MotoGP
Nel 2015 passa ai prototipi nel campionato mondiale di MotoGP con il team Forward Racing. Nel primo anno di motomondiale ottiene come miglior risultato un quarto posto nel Gran premio di San Marino, termina la stagione al diciassettesimo posto assoluto con 28 punti. Nel 2016 passa al team Avintia Racing, che gli affida una Ducati Desmosedici; il compagno di squadra è Héctor Barberá. Ottiene come miglior risultato un quarto posto in Repubblica Ceca e termina la stagione al 20º posto con 35 punti. In questa stagione è costretto a saltare i Gran Premi di Catalogna e Olanda a causa della frattura di secondo, terzo, quarto e quinto metatarso del piede destro rimediata nel precedente GP d'Italia. Il suo posto viene preso dall'italiano Michele Pirro. Subisce poi un secondo infortunio durante il Gran Premio di Gran Bretagna, il suo posto viene preso, in occasione del GP di San Marino, da Javier Forés. Nel 2017 è nuovamente pilota titolare in MotoGP, con lo stesso team e lo stesso compagno di squadra della stagione precedente. Ottiene come miglior risultato un ottavo posto in Olanda e termina la stagione al 18º posto con 45 punti.

### 2018: il ritorno in Superbike e AMA Superbike
Nel 2018 torna nel mondiale Superbike, dove guida la BMW S1000RR gestita dal team Gulf Althea BMW Racing. Conclude la stagione all'undicesimo posto con 137 punti ottenuti. In questa stagione inoltre, avrebbe dovuto sostituisce l'infortunato Pol Espargaró nel Gran Premio di Gran Bretagna della classe MotoGP in sella ad una KTM RC16 del KTM Factory Racing, ma la gara è stata annullata. Nel 2019, a partire dal Gran Premio di Spagna a Jerez, partecipa al mondiale Superbike in sella alla Yamaha YZF-R1 messa in pista dal team Ten Kate Racing con la quale partecipa anche al Trofeo Indipendenti. Raccoglie centotrentotto punti che gli consentono di chiudere al decimo posto in classifica mondiale e terzo nella graduatoria del Trofeo Indipendenti. Nel 2020 è nuovamente pilota titolare in Superbike con il team Ten Kate, conquista quattro piazzamenti a podio in stagione che gli consentono di chiudere all'ottavo posto in classifica mondiale e secondo nella graduatoria del Trofeo Indipendenti. Rimasto senza una sella mondiale nel 2021, passa alle corse del campionato MotoAmerica Superbike, viene poi chiamato a disputare alcune gare con il team Go Eleven in sostituzione dell'infortunato Chaz Davies. Totalizza cinquantatré punti e due piazzamenti a podio classificandosi quindicesimo in campionato e quinto nella graduatoria del Trofeo Indipendenti.
Nel 2022 è pilota titolare con il team Bonovo Action BMW, il compagno di squadra è Eugene Laverty. Totalizza 125 punti classificandosi dodicesimo nel mondiale e terzo nel Trofeo Indipendenti. Nel 2023 gareggia per lo stesso team della stagione precedente, il compagno di squadra è Garrett Gerloff. Con sessanta punti chiude sedicesimo in campionato e settimo tra gli indipendenti. Contestualmente al mondiale e con la stessa squadra prende parte al Gran Premio del Red Bull Ring nel Campionato tedesco Superbike classificandosi secondo in entrambe le gare. Nel 2024 gareggia nel campionato americano Superbike dove ottiene la prima vittoria e si classifica al quinto posto.

## Risultati in gara

### Campionato mondiale Superbike
| 2012 | Moto     |  |  |  |  |  |  |  |  |    |   |    |    |     |   |     |    |   |   |   |   |    |   |     |   |   |   |    |     | Punti | Pos. |
| ---- | -------- |  |  |  |  |  |  |  |  | -- | - | -- | -- | --- | - | --- | -- | - | - | - | - | -- | - | --- | - | - | - | -- | --- | ----- | ---- |
| 2012 | Kawasaki |  |  |  |  |  |  |  |  | 16 | 8 | 15 | 14 | Rit | 8 | Rit | 20 | 3 | 8 | 1 | 2 | 11 | 9 | Rit | 8 | 7 | 7 | 10 | Rit | 122   | 13º  |

| 2013 | Moto     |   |     |   |   |   |   |   |   |   |   |   |   |   |   |   |    |   |   |    |    |  |  |  |  |  |  |  |  | Punti | Pos. |
| ---- | -------- | - | --- | - | - | - | - | - | - | - | - | - | - | - | - | - | -- | - | - | -- | -- |  |  |  |  |  |  |  |  | ----- | ---- |
| 2013 | Kawasaki | 6 | Rit | 5 | 6 | 5 | 3 | 7 | 8 | 5 | 7 | 5 | 4 | 9 | 6 | 8 | AN | 5 | 1 | NP | NP |  |  |  |  |  |  |  |  | 180   | 8º   |

| 2014 | Moto     |   |   |   |   |   |   |   |   |   |   |     |   |   |   |   |   |   |   |     |   |   |   |   |   |  |  |  |  | Punti | Pos. |
| ---- | -------- | - | - | - | - | - | - | - | - | - | - | --- | - | - | - | - | - | - | - | --- | - | - | - | - | - |  |  |  |  | ----- | ---- |
| 2014 | Kawasaki | 5 | 2 | 2 | 2 | 4 | 7 | 4 | 4 | 2 | 2 | Rit | 5 | 2 | 2 | 3 | 6 | 9 | 6 | Rit | 7 | 5 | 7 | 2 | 7 |  |  |  |  | 311   | 5º   |

| 2018 | Moto |    |   |    |    |    |    |   |   |    |    |   |    |    |    |    |    |     |   |   |   |    |    |   |    |   |    |  |  | Punti | Pos. |
| ---- | ---- | -- | - | -- | -- | -- | -- | - | - | -- | -- | - | -- | -- | -- | -- | -- | --- | - | - | - | -- | -- | - | -- | - | -- |  |  | ----- | ---- |
| 2018 | BMW  | 11 | 9 | 11 | 12 | 11 | 15 | 7 | 8 | 13 | 11 | 7 | 10 | 18 | 11 | 15 | 10 | Rit | 9 | 6 | 9 | 10 | 10 | 9 | 11 | 6 | AN |  |  | 137   | 11º  |

| 2019 | Moto   |  |  |  |  |  |  |  |  |  |  |  |  |  |  |  |    |     |   |   |    |    |   |   |   |   |   |   |    |   |   |   |   |   |    |     |    |   |   |   |  |  |  | Punti | Pos. |
| ---- | ------ |  |  |  |  |  |  |  |  |  |  |  |  |  |  |  | -- | --- | - | - | -- | -- | - | - | - | - | - | - | -- | - | - | - | - | - | -- | --- | -- | - | - | - |  |  |  | ----- | ---- |
| 2019 | Yamaha |  |  |  |  |  |  |  |  |  |  |  |  |  |  |  | 12 | Rit | 9 | 4 | 12 | 12 | 4 | 5 | 6 | 8 | 7 | 7 | 16 | 9 | 6 | 4 | 7 | 5 | NP | Rit | 12 | 7 | 7 | 8 |  |  |  | 138   | 10º  |

| 2020 | Moto   |   |   |   |   |   |    |   |   |     |   |   |     |    |    |   |    |   |    |   |   |   |   |     |     |  |  |  |  |  |  |  |  |  |  |  |  |  |  |  |  |  |  | Punti | Pos. |
| ---- | ------ | - | - | - | - | - | -- | - | - | --- | - | - | --- | -- | -- | - | -- | - | -- | - | - | - | - | --- | --- |  |  |  |  |  |  |  |  |  |  |  |  |  |  |  |  |  |  | ----- | ---- |
| 2020 | Yamaha | 7 | 7 | 8 | 5 | 4 | 17 | 6 | 3 | Rit | 7 | 9 | Rit | 12 | 11 | 8 | 14 | 3 | 10 | 2 | 6 | 2 | 9 | Rit | Rit |  |  |  |  |  |  |  |  |  |  |  |  |  |  |  |  |  |  | 142   | 8º   |

| 2021 | Moto   |  |  |  |  |  |  |  |  |  |  |  |  |  |  |  |  |  |  |  |  |  |  |  |  |  |  |  |   |    |   |   |   |   |  |  |  |  |  |  |  |  |  | Punti | Pos. |
| ---- | ------ |  |  |  |  |  |  |  |  |  |  |  |  |  |  |  |  |  |  |  |  |  |  |  |  |  |  |  | - | -- | - | - | - | - |  |  |  |  |  |  |  |  |  | ----- | ---- |
| 2021 | Ducati |  |  |  |  |  |  |  |  |  |  |  |  |  |  |  |  |  |  |  |  |  |  |  |  |  |  |  | 6 | AN | 9 | 3 | 3 | 4 |  |  |  |  |  |  |  |  |  | 53    | 15º  |

| 2022 | Moto |    |    |   |   |   |     |    |     |    |    |     |    |   |   |   |    |    |     |    |   |   |    |   |   |   |   |    |    |   |    |    |    |    |   |    |    |  |  |  |  |  |  | Punti | Pos. |
| ---- | ---- | -- | -- | - | - | - | --- | -- | --- | -- | -- | --- | -- | - | - | - | -- | -- | --- | -- | - | - | -- | - | - | - | - | -- | -- | - | -- | -- | -- | -- | - | -- | -- |  |  |  |  |  |  | ----- | ---- |
| 2022 | BMW  | 11 | 13 | 7 | 6 | 6 | Rit | 10 | Rit | 12 | 15 | Rit | 10 | 9 | 9 | 9 | 11 | 11 | Rit | 14 | 9 | 9 | 11 | 9 | 9 | 9 | 9 | 10 | 16 | 9 | 17 | 10 | 12 | 13 | 9 | 10 | 10 |  |  |  |  |  |  | 125   | 12º  |

| 2023 | Moto |    |    |    |    |     |    |    |    |     |    |    |    |    |    |    |     |    |     |   |    |   |    |    |    |    |   |    |    |     |    |    |    |     |    |    |    |  |  |  |  |  |  | Punti | Pos. |
| ---- | ---- | -- | -- | -- | -- | --- | -- | -- | -- | --- | -- | -- | -- | -- | -- | -- | --- | -- | --- | - | -- | - | -- | -- | -- | -- | - | -- | -- | --- | -- | -- | -- | --- | -- | -- | -- |  |  |  |  |  |  | ----- | ---- |
| 2023 | BMW  | 18 | 13 | 15 | 11 | Rit | NP | 17 | NP | Rit | 13 | 18 | 16 | 17 | 13 | 12 | Rit | 23 | Rit | 8 | 10 | 7 | 10 | 12 | 10 | 13 | 7 | 12 | 14 | Rit | 13 | 18 | 12 | Rit | 13 | 14 | 18 |  |  |  |  |  |  | 60    | 16º  |

| Legenda | 1º posto        | 2º posto            | 3º posto           | A punti      | Senza punti        | Grassetto – Pole position Corsivo – Giro più veloce |
| Legenda | Gara non valida | Non qual./Non part. | Ritirato/Non class | Squalificato | '-' Dato non disp. | Grassetto – Pole position Corsivo – Giro più veloce |

### Motomondiale
| 2015 | Classe | Moto           |    |    |    |     |    |    |    |    |    |        |    |    |   |    |     |    |     |    |  | Punti | Pos. |
| ---- | ------ | -------------- | -- | -- | -- | --- | -- | -- | -- | -- | -- | ------ | -- | -- | - | -- | --- | -- | --- | -- |  | ----- | ---- |
| 2015 | MotoGP | Yamaha Forward | 22 | 17 | 14 | Rit | 12 | 12 | 13 | 15 | 19 | [ 15 ] | 15 | 16 | 4 | 17 | Rit | 18 | Rit | 19 |  | 28    | 17º  |

| 2016 | Classe | Moto   |     |     |    |    |    |     |     |     |    |    |   |    |     |    |    |     |   |    |  | Punti | Pos. |
| ---- | ------ | ------ | --- | --- | -- | -- | -- | --- | --- | --- | -- | -- | - | -- | --- | -- | -- | --- | - | -- |  | ----- | ---- |
| 2016 | MotoGP | Ducati | Rit | Rit | 15 | 13 | 12 | Rit | Inf | Inf | 17 | 13 | 4 | NP | Inf | 18 | 16 | Rit | 5 | 18 |  | 35    | 20º  |

| 2017 | Classe | Moto   |    |    |     |    |   |    |    |   |    |     |   |    |    |    |    |    |     |    |  | Punti | Pos. |
| ---- | ------ | ------ | -- | -- | --- | -- | - | -- | -- | - | -- | --- | - | -- | -- | -- | -- | -- | --- | -- |  | ----- | ---- |
| 2017 | MotoGP | Ducati | 12 | 11 | Rit | 13 | 9 | 18 | 12 | 8 | 19 | Rit | 9 | 15 | 16 | 21 | 10 | 18 | Rit | 16 |  | 45    | 18º  |

| 2018 | Classe | Moto |  |  |  |  |  |  |  |  |  |  |  |    |  |  |  |  |  |  |  | Punti | Pos. |
| ---- | ------ | ---- |  |  |  |  |  |  |  |  |  |  |  | -- |  |  |  |  |  |  |  | ----- | ---- |
| 2018 | MotoGP | KTM  |  |  |  |  |  |  |  |  |  |  |  | AN |  |  |  |  |  |  |  | 0     |      |

| Legenda | 1º posto        | 2º posto            | 3º posto            | A punti      | Senza punti        | Grassetto – Pole position Corsivo – Giro più veloce |
| Legenda | Gara non valida | Non qual./Non part. | Ritirato/Non class. | Squalificato | '-' Dato non disp. | Grassetto – Pole position Corsivo – Giro più veloce |